# 源忠国 (檜垣太郎)
源 忠国（みなもと の ただくに、生年未詳 - 建保4年11月20日？（1216年））は、平安時代末期の武士・官人。清和源氏頼平流。源忠光の子。諱は初め頼盛と称した。号は檜垣太郎。天台座主となった忠尋は大叔父にあたる。
代々「檜垣」を称したが、その本拠地は未詳。藤原忠実の家人であり「武士」を称する存在であったが、康治2年（1143年）6月、口論から不仲となっていた同じく忠実の家人・辻二郎源惟正と山城国内の「宇治双子墓」付近で互いに陣を張り合戦する構えをみせたとして忠実の命を受けた左衛門尉源為義によって郎党と共に捕らえられ拘禁される（『本朝世紀』同年6月13日条）。翌7月、軍兵を興し合戦を企てた罪により佐渡国への配流が言い渡された（『本朝世紀』同7月25日条）。なお『尊卑分脈』には「建保四年十一廿経実被殺云々」との記述があるが詳細については不明。

## 系譜
- 源満仲 - 源頼平 - 源忠季 - 源忠信 - 源忠光 - 源忠国（頼盛）